# Giovanna Pini
Giovanna Pini (Livorno, 21 settembre 1964) è una pedagogista e scrittrice italiana.

## Biografia
Studia recitazione e si diploma alla Bottega Teatrale di Firenze lavorando già in varie regie di spettacoli e come attrice allo spettacolo Intorno a Dostoewskij e alla XIV Festival Internazionale di Montecarlo, insieme a Vittorio Gassman; contemporaneamente si laurea in scienze dell'educazione con 110 e lode e consegue successivamente due master sulla formazione.
È ideatrice, all'inizio degli anni Ottanta, della teoria "Teatro d'AnimAzione Pedagogico" (teoria riconosciuta scientifica dall’OLTREE Universita Roma3) con la quale ha effettuato numerose ricerche affiancata da Giorgio Albertazzi, numerosi spettacoli e libri. È docente Universitaria a Roma di teatro d'animazione e di pedagogia teatrale.
È riconosciuta come una grande esperta di bullismo, del quale si occupa da più di vent’anni, molte delle sue pubblicazioni sono inerenti al bullismo e alla sua prevenzione. È Presidente e Fondatrice del Centro Nazionale Contro il Bullismo - Bulli Stop. È autrice di molti libri che trattano argomenti pedagogici e di bullismo.
Ha ideato la Prima Giornata Nazionale Giovani Contro il Bullismo nel 2013 con Bulli Stop. È Socio Onorario dell'ANPE Associazione Nazionale Pedagogisti Italiani. Ha ricevuto, nel 2016-2017 e nel 2018 la Medaglia Presidenziale per l'impegno sociale profuso con Bulli Stop dal Presidente della Repubblica Sergio Mattarella. Ha ricevuto, negli anni, numerosi Premi per il suo impegno nel sociale.

## Carriera (parziale)

### Cinema
- “Il Buono, il Bullo, il Genio”, regia di Giovanna Pini
- “Bulli Zoo”, regia di Giovanna Pini
- “Bullo Man”, regia di Giovanna Pini

## Opere
- G. Pini, Il sorriso dei nostri figli. Intruso, Roma 2001.
- G. Pini, Un computer per i giochi di nostro figlio. Intruso, Roma 2001.
- G. Pini, I ragazzi e il fumetto. Intruso, Roma 2001.
- G. Pini, Il Teatro d'Animazione per evitare la dispersione universitaria in Studi di psicologia dell'educazione, Armando Editore, Roma 2002.
- G. Pini, L'animazione nella pedagogia teatrale, Armando Editore, Roma 2006.[8]
- G. Pini, Il Teatro d'Animazione nella riabilitazione, Armando Curcio Editore, Roma 2009.[9]
- G. Pini, Prima del bullismo. La prevenzione del bullismo nelle scuole con il Teatro d'Animazione Pedagogico, Armando Curcio Editore, Roma 2010.[10]
- G. Pini, Il Teatro d'Animazione Pedagogico, Armando Curcio Editore, 2012.[10]
- G. Pini, Genitori nella rete del bullismo, Armando Curcio Editore, Roma 2012.[10]
- G. Pini, Il Teatro d'Animazione Pedagogico. Le nozioni base delle origini storiche dei singoli laboratori, Armando Curcio Editore, Roma 2010.[10]
- G. Pini, Bullismo al femminile. Bulla e vittima dietro l'angolo. Il TAP per una nuova strada formativa, Armando Curcio Editore, Roma 2014.[10]
- G. Pini, L'animAzione teatrale e la comunicazione nella supervisione in L'educatore supervisore nell'organizzazione dei servizi sociali, Aemme Editore, Roma 2014.
- G. Pini, "Il teatro d'animazione pedagogico" in Professione Pedagogista, la Rondine Edizioni, Catanzaro 2017.

## Riconoscimenti
- Premio per l'Innovativa metodologia sul Teatro d'Animazione Pedagogico applicata e divulgata con passione e professionalità per la prevenzione al bullismo al I Convegno Federazione Nazionale Teatro Sociale. 8 maggio 2010.[6]
- XI Edizione Premio Curcio alla cultura e allo spettacolo. Premio Curcio.[6]
- V Edizione Premio per le Attività Creative ricevuto alla Sala delle Colonne in Roma. 23 maggio 2011.
- Edizione 2011 Premio Curcio per le Attività Creative Primo classificato fuori concorso “Un Bullo X”. 17 aprile 2011.[6]
- Edizione VI Premio Curcio per le Attività Creative Primo classificato “Per un pugno di bulli”. 25 maggio 2012.
- Edizione 2013 Premio alla Cultura per l'impegno profuso nella diffusione di importanti iniziative culturali ricevuto alla Sala delle Colonne in Roma. 20 maggio 2013.
- Edizione 2013 Premio Curcio alla Cultura 30 aprile 2013.
- Premio Eccellenza Femminile. Acmid Donna ricevuto alla Sala delle Colonne. 8 luglio 2014.
- Premio e Riconoscimento Scientifico dell'O.L.T.R.E.E.E. Università di Roma (Presidente Prof. Matteo Villanova) per la sua Teoria il "Teatro D'Animazione Pedagogico" utilizzata per la prevenzione dei disagi giovanili con ottimi risultati nel campo medico-scientifico-pedagogico.
- Gennaio 2016 Senato della Repubblica riceve il Premio con i ragazzi del Centro Nazionale Contro il Bullismo-Bulli Stop per l'impegno sociale contro il Bullismo.
- Marzo 2016. Forum 2016. Riceve il Premio Rotary Club al Comando Generale della Guardia di Finanza. Per l'impegno contro il bullismo. Esempio virtuoso dei ragazzi del Centro Nazionale Contro il Bullismo-Bulli Stop.
- Riceve nel 2016-2017 e nel 2018 la Medaglia Presidenziale per l'impegno profuso con il Centro Nazionale Contro il Bullismo-Bulli Stop dal Presidente della Repubblica Sergio Mattarella.